# SNARE
Pour l'élément de la batterie, voir caisse claire.
Les SNARE (sigle pour l'anglais : Soluble N-ethylmaleimide-sensitive-factor Attachment protein REceptor) sont des protéines majoritairement transmembranaires et forment la superfamille des SNARE dont la structure et la séquence sont particulièrement conservées.
En plus de la membrane cytoplasmique, il existe toutes sortes de compartiments, vésicules et organites délimités par des membranes. Il existe une barrière énergétique qui empêche la fusion naturelle des membranes biologiques. Les SNAREs sont les principaux responsables de la fusion membranaire et du trafic membranaire au sein des cellules eucaryotes. Lors de la fusion membranaire, des SNAREs complémentaires associés à chacune des membranes s'assemblent en générant la force et l’énergie nécessaires.  
Les protéines SNARE font partie du système endomembranaire et catalysent les réactions de fusion membranaire au cours du transport vésiculaire,. Pour que ce mécanisme de fusion puisse s'effectuer, les deux membranes des compartiments donneur et récepteur doivent se rapprocher à moins de 1,5 nm l'une de l'autre,. La spécificité et l’énergie nécessaires à cette fusion sont apportées par l'interaction entre deux protéines SNARE complémentaires : l'une présente sur le compartiment donneur, l'autre sur le receveur,,.

## Classification
Lors de leur découverte, les protéines SNARE furent classées en deux groupes :
- v-SNARE : localisées dans la membrane du compartiment donneur, v provient du mot vesicular qui signifie « vésiculaire ».
- t-SNARE : localisées dans la membrane du compartiment accepteur, t provient du mot target qui signifie « cible ».

Cette classification est encore utilisée mais semble actuellement dépassée. Des travaux montrent que v-SNARE et t-SNARE peuvent être simultanément présentes dans la membrane du compartiment receveur et dans celle du compartiment donneur.
Il existe une autre classification selon la composition biochimique des protéines SNARE. Les biologistes ont découvert des protéines SNARE riches en arginine qu'ils ont nommées R-SNARE (R symbole de l'arginine) et d'autres riches en résidus glutamine nommées Q-SNARE (Q symbole de la glutamine).
Les t-SNARE correspondent aux Q-SNARE et les v-SNARE aux R-SNARE,,.

## Fonctionnement
Les protéines SNARE interagissent par complémentarité entre v-SNARE et t-SNARE. Une protéine v-SNARE donnée reconnaît spécifiquement une protéine t-SNARE cible via les SNARE motif de chacune de ces protéines. Ces motifs vont être capables de former un complexe spécifique permettant la spécificité du transport vésiculaire.
Lorsque les v-SNARE et les t-SNARE complémentaires interagissent, leurs domaines hélicoïdaux s’enroulent entre eux pour former un faisceau stable de quatre hélices.
Les complexes trans-SNARE sont toujours constitués de quatre hélices alpha entremêlées de façon serrée, trois provenant d’une t-SNARE et une d’une v-SNARE,. Le complexe trans-SNARE qui en résulte verrouille les deux membranes ensemble. Les hélices du complexe trans-SNARE s’enroulent l’une autour de l’autre pour tirer les deux compartiments l’un vers l’autre. L’énergie nécessaire à ce rapprochement serait apportée par les forces d’interaction résultant de la formation d’un anneau de plusieurs complexes trans-SNARE. Lorsque la fusion membranaire des deux compartiments a lieu, le complexe trans-SNARE devient le complexe cis-SNARE.
Lors de l’exocytose régulée, la fusion ne se produit pas toujours immédiatement après appariement des v-SNAREs et des t-SNAREs. Elle est déclenchée par un signal extracellulaire spécifique. Dans ce cas c’est le Ca2+ qui déclenche la fusion en libérant des protéines inhibitrices empêchant la fermeture du complexe trans-SNARE,.
Les protéines SNARE les mieux étudiées sont celles qui interviennent dans la libération des neurotransmetteurs. Dans le neurone, les vésicules contenant le neurotransmetteur qui sera libéré dans l’espace synaptique, expriment une protéine v-SNARE appelée « synaptobrévine » ou VAMP, Vesicular Associated Membrane Protein. La membrane plasmique du neurone au niveau présynaptique exprime quant à elle la protéine t-SNARE « syntaxine ». Ces deux protéines SNARE fournissent chacune une hélice alpha au complexe trans-SNARE. Enfin, la protéine SNAP25, Synaptosome Associated Protein of 25 kD, est une protéine t-SNARE périphérique qui fournit deux hélices alpha au complexe trans-SNARE. Cette structure a été déterminée grâce aux rayons X par Reinhard Jahn et Axel Brünger.
Les maladies infectieuses que sont le tétanos et le botulisme sont provoquées par des bactéries anaérobies du genre Clostridium. Ces bactéries libèrent des neurotoxines extrêmement puissantes (la tétanospasmine et la toxine botulique) qui agissent sur les protéines SNARE. Ces toxines sont spécifiques de certains neurones et agissent comme des protéases en clivant les protéines SNARE cibles, inhibant ainsi la libération de neurotransmetteurs des neurones présynaptiques.